# Prix John L. Synge
Le Prix John L. Synge a été créé en 1986 par la Société royale du Canada en l'honneur de John Lighton Synge. 
La distinction est octroyée en reconnaissance de recherches éminentes dans tout domaine des sciences mathématiques.

## Lauréats
- 1987 : James Arthur
- 1993 : Israel Michael Sigal
- 1996 : Joel Feldman
- 1999 : George Elliott
- 2006 : Stephen Cook
- 2008 : Henri Darmon
- 2014 : Bálint Virág[1]
- 2018 : Bojan Mohar (en)
- 2020 : Christian Genest[2]
- 2021 : Paul McNicholas (en)
- 2022 : Kevin Costello[3].